# Caféiculture au Brésil

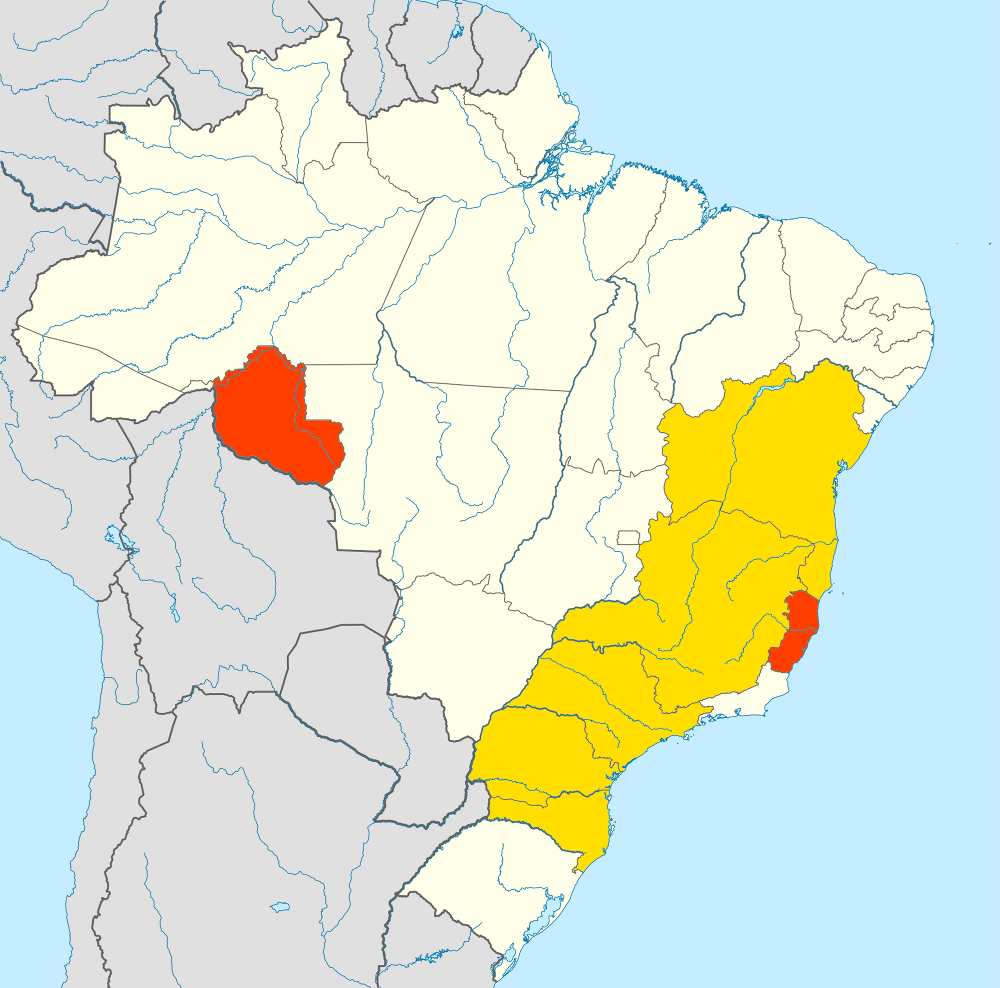
Arabica
Robusta

La production de café au Brésil représente environ un tiers de la production mondiale de café, ce qui fait du Brésil, le plus grand producteur du monde. En décembre 2014, le Brésil est classé au premier rang des pays producteurs de café, devant le Viêt Nam et la Colombie.
Les plantations de café couvrent environ 27 000 km2 de terrain, principalement dans les États du sud (Minas Gerais, São Paulo et Paraná) où l'environnement et le climat offrent des conditions de croissance idéales.
Le café est arrivé au Brésil au XVIIIe siècle et le pays est devenu le premier producteur dans les années 1840. L'apogée de la production brésilienne se situe dans les années 1920 quand le pays fournissait 80 % du café du monde.
La rouille orangée, maladie fongique la plus grave du caféier, due à Hemileia vastatrix, restée longtemps cantonnée à l'Ancien monde, a atteint les plantations de café du Brésil en 1970 dans la région de Bahia, avant de se répandre dans le reste de l'Amérique du Sud et de l'Amérique centrale.

## Histoire

Les zones productrices de café au Brésil (orange foncé) sont situées dans le sud du pays.

Le premier caféier du Brésil a grandi non loin de Rio de Janeiro, dans un couvent franciscain, qui le présenta en 1774 au vice-roi portugais. Après des débuts difficiles dans la région amazonienne du Grão-Pará, le café brésilien est introduit dans le Nordeste, région qui souffre de sécheresse à répétition, ce qui empêche d´obtenir des récoltes constantes, et d'un manque d'infrastructures car la capitale du pays a été déplacée à Rio de Janeiro. En 1779, le Brésil exporte seulement 1,2 tonne puis 120 tonnes en 1806, niveau encore insignifiant.
Alors que les importations de café anglais des Antilles britanniques resteront stables pendant la première moitié du siècle après avoir représenté la moitié de l'offre mondiale en 1800, le Brésil voit sa part de l'offre mondiale de café passer de 18,20 % en 1820 à 40 % en 1840. Dans la région de Rio de Janeiro, les exportations de sucre chutent de 60 % entre 1829 et 1847-1850 tandis que celles de café montent à 83 % du total des exportations, même si les exportations de sucre continuent à progresser un peu dans l'ensemble du pays. La part du café dans les exportations du Brésil double entre 1821-1825 et 1846-1850 et il devance ses rivaux jamaïcains et cubains dès la seconde partie des années 1820, en profitant de l'abolition de l'esclavage en 1825 dans les Antilles britanniques pour doubler le volume de ses exportations caféières.

### Les défrichages hâtifs des "barons du café" brésilien, entre 1800 et 1830
Après la Révolution haïtienne des années 1790, les importations d'esclaves augmentent dans les régions du Brésil qui produisent la même chose que Saint-Domingue, coton, café et sucre. La nette hausse des prix du café sur des marchés mondiaux, à la suite de la révolte des esclaves haïtiens, a permis au café de s'étendre partout, dans l'île de Bananal mais surtout dans la Vallée du Paraíba. Le Sud du Brésil importe plus d'esclaves que le nord à partir de 1793, mais le rythme des arrivages n'accélère qu'après 1813. L'émigration de la famille royale portugaise au Brésil en 1808 entraîne la fin des restrictions sur le trafic négrier et des exportations. À Cuba aussi, le rythme des arrivages n'accélère qu'après 1814, à 15000 et connait un pic très bref, lors de la Paix d'Amiens de mars 1802, quand un répit dans les Guerres napoléoniennes permet l'approvisionnement par les Anglais .
En 1817 la première fazenda de café est fondée. Le café enrichit rapidement l'oligarchie rurale et les cités comme Guaratinguetá, Bananal et Pindamonhangaba. Le café pouvait être cultivé dans de plus petites fermes, sans nécessiter l'équipement industriel requis pour la canne à sucre, ouvrant la porte aux exploitations à petite échelle avec relativement peu d'esclaves, même si des plantations à grandes populations d'esclave sont aussi développées par les "barons du café". Le café est exclusivement exporté ET écoulée par des convois de mulets vers Rio de Janeiro. De grands domaines créés de toutes pièces sont confiés à de vieilles familles de la cour, des militaires et les gouverneurs, qui parlent français et adoptent les us et coutumes de France,.

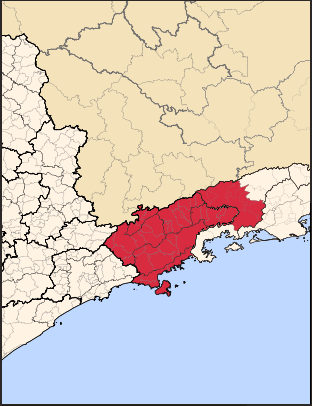
La mésorégion de la vallée du Paraíba Paulista et la microrégion de la Vallée de la Paraíba Fluminense, où ont lieu les premiers grands défrichements brésiliens liés à la caféiculture.

Anoblis, enrichis rapidement, ces "barons du café", sont de piètres paysans, pratiquant la monoculture et le défrichage des forêts, qui appauvrissent rapidement les sols. À moitié ruinés par plusieurs années de sécheresse, plusieurs préfèrent revendre leurs propriétés. L'engouement des pays occidentaux pour le café provoque un développement rapide des plantations caféières dans la région de Rio et l'organisation d'une économie originale où des « fazendas » assurent la culture, la cueillette, la torréfaction et l'expédition vers les ports du Havre, de Bordeaux.
Le recours aux esclaves a été rapide car l'esclavage était déjà développé dans l'intérieur du Brésil comme une institution à grande échelle à cause du premier boom minier du dix-huitième siècle, au cours duquel Rio de Janeiro, d'une population relativement insignifiante pendant les XVIe et XVIIIe siècles, a progressivement remplacé Salvador de Bahia comme entrepôt majeur, pour faire la jonction avec les régions d'extraction de l'or, dans l'intérieur du Brésil. Dès 1763, Rio est capitale du Brésil et sa région dépasse ensuite celle de Bahia pour la production de sucre. Les arrivées d'esclaves noirs au Brésil culminent à 43 000 par an dans les années 1820. La culture du café, qui profite de l'affaiblissement caféier d'Haïti, en est la principale raison, selon l'étude détaillée de l'historien Herbert S. Klein. Très vite émergent des exploitations de 300 à 400 esclaves pouvant compter 400 000  à   500 000 pieds de café, avec des coûts de production très bas, qui font chuter les cours mondiaux.
Dès 1831, le Brésil devient le premier exportateur mondial de café (14 millions de livres, plus que les 25 millions d'Haïti en 1820,. Après 1830, le café devance le sucre, en représentant 40 % des exportations brésiliennes, cargaisons qui vont pour les 3/4 aux États-Unis.
La très forte croissance économique mondiale des années 1830 accélère la spéculation foncière. Les défrichages se multiplient. La culture de café s'étend au sud-ouest, le long de la Vallée du Paraíba, vers les régions orientales de l'État de São Paulo puis ses plaines occidentales. Une troisième région majeure de développement du café fut la frontière Sud-Est de Minas Gerais, connu comme Mata de Zona, loin de la région minière et plus près géographiquement de la Vallée du Paraíba et de Rio de Janeiro, densément boisée et progressivement colonisée pendant les années 1830.

### Les années 1850 au Brésil, l'esclavage plus cher et en voie de disparition
Les cours du café avaient été divisés par quatre entre 1822 et 1843, sous l'effet de la première vague de défrichages au Brésil, en Amérique centrale, en Jamaïque et à Cuba, mais le café de ces deux derniers pays décline, respectivement dans les années 1830 et les années 1840, permettant aux cours mondiaux de rebondir. En 1858, ils ont déjà repris 50 % en quinze ans et prennent encore 18 % de plus dans les trois ans qui suivent. Le prix du café monte de 50 % sur l'ensemble des années 1850, grâce à très forte croissance économique mondiale des années 1850, qui dope la consommation en Allemagne et aux États-Unis, deux nations qui ont su privilégier leur approvisionnement au Brésil et en Amérique centrale. En France, le café est ajouté à l'ordinaire des armées sous le Second Empire.
Cette hausse des cours permet au Brésil, leader mondial, de surmonter la forte hausse du prix des esclaves apparue juste avant. Les historiens constatent une chute des prix des esclaves en 1823 lorsque les campagnes contre la traite négrière internationale deviennent plus importantes en Angleterre, puis une forte hausse à la fin des années 1840, en anticipation de l'abolition de la traite négrière au Brésil, décidée en 1850, même si l'esclavage perdure jusqu'en 1888. Leur prix culmine en 1850, après une hausse de 30 % en une dizaine d'années, puis décline mais lentement, car les plantations de palme du Dahomey font monter les cours, surtout après le blocus naval des Britanniques en 1851 et 1852 pour stopper le commerce d'esclaves. L'Angleterre exerce une chasse aux trafiquant dès le milieu des années 1840s.
Le Brésil joue alors une autre carte, avec des projets ferroviaires audacieux, qui finissent par se concrétiser. Décidée en 1852, la ligne ferroviaire de Mauá est inaugurée en 1854, dans l'État de Rio de Janeiro, pour relier le port de Mauá au quartier de Fragoso (Magé) sous l'impulsion de l'entrepreneur Irineu Evangelista de Sousa. Mais surtout en 1859, le banquier Barão de Mauá convainc le gouvernement de débuter une ligne ferroviaire de 79 kilomètres reliant la plaine caféière de São Paulo au port de Santos, en traversant la « cordillère de la mer », avec des passages à plus de 800 mètres d’altitude et des pentes de près de 10 %. Pendant sa construction, le port de Santos est agrandi. Le négociant brésilien Lacerda, fondé dans les années 1860, y deviendra rapidement le plus gros exportateur, avec 0,48 million de sacs par an, devant deux maisons allemandes, Zerrener Bülow (0,45 million de sacs) et Berla Cotrim (0,24 million de sacs)
Entre-temps, cette répression plus sévère de la traite négrière et l'appauvrissement des sols affectent la caféiculture du Brésil. Sur les 20 ans séparant le milieu des années 1840 et celui des années 1860, sa production est stable à moyen terme, malgré des mouvements d'accordéon : 1,5 million de sacs (le sac de café de 60 kg est l'unité de référence) en 1846, puis 2,25 millions en 1854, avant un retour à 1,48 million de sacs en 1864, avant le décollage de 1867, lors de l'ouverture du São Paulo Railway.
La délocalisation du pouvoir politique et financier vers le sud facilite le développement de la production de café dans la même direction, vers les régions d'Itu et Campinas, près de Jundiaí, jusque-là consacrées à la canne à sucre. La flambée du prix des esclaves nourrit un marché interne, pour la main d'œuvre déplacée du Nordeste. Les études sur les mouvements d'esclaves brésiliens internes pendant les années 1850 ont donné des indications claires d'importations d'esclaves du nord vers la zone frontière du café Paulista, même si les données du commerce interrégional et intrarégional des esclaves brésiliens sont rares à cause de l'absence de comptages régionaux, provinciaux, ou nationaux jusqu'au recensement de 1872.
Pour remplacer les esclaves, le Brésil fait aussi venir nombre d'émigrés, d´Italie, d´Allemagne, de Grèce, d´Europe de l´est, du Moyen-Orient et même du Japon. Bon nombre vont très vite devenir autonomes, rachetant même parfois les plantations de leur patron. Les investissements destinés au café profitent à tout le Sud-Est : voies ferrées, ports, routes et villes poussent comme des champignons. Villas somptueuses, bâtiments officiels, théâtres, squares et commerces, suivent, sur un modèle européen. C´est la seconde vague d´« européanisation » du Brésil, deux siècles après l´arrivée des Portugais.

### La caféiculture s'étend dans les années 1840 à la région pauliste, où elle décolle en 1867

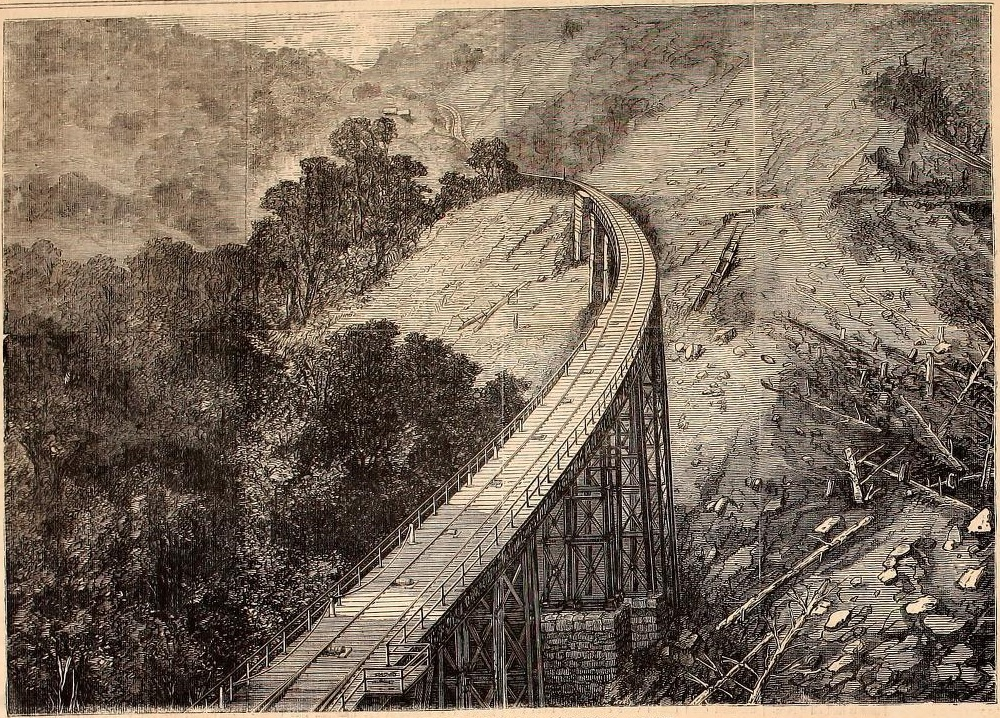
Chemin de fer menant le café de São Paulo au port de Santos (Harper's Weekly, Vol. 12, nº 623, 1868).

Si la vallée du Paraíba est partie la première, 100 000 esclaves y travaillant dans le café en 1860, chiffre qui culmine à 129 000 dans la décennie suivante, la région de São Paulo se joint à cette expansion dès les années 1840, lorsqu'elle emploie déjà 25 000 esclaves noirs. Les liens avec l'Europe sont renforcés quand le jeune Théodore Wille (1818-1892) vient au Brésil en 1838, où il a fondé les entreprises de négoce allemandes Wille, Schimillinski and Co, à Rio de Janeiro et Theodor Wille & Co, à Santos, le grand port de la région de São Paulo. Les années 1840 voient arriver encore 400 000 esclaves au Brésil, puis l'abolition en 1850 de traite négrière au Brésil, précédée d'un bond de 30 % du prix des esclaves freine considérablement les arrivées d'esclaves, poussant au développement d'un marché interne.

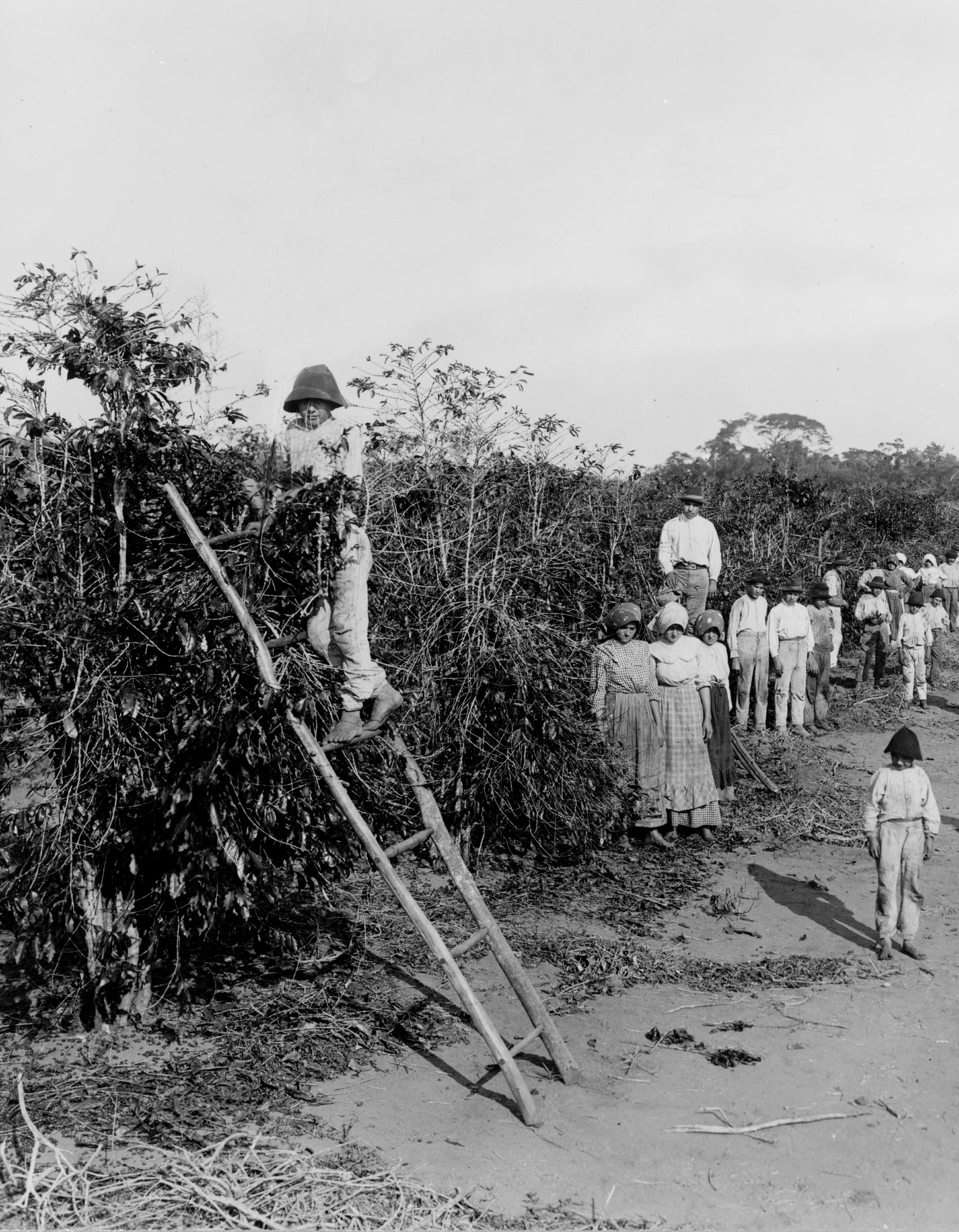
La culture du café dans l'État de São Paulo, vers 1900.

Entre 1846 et 1864, la production caféière du Brésil ne progresse plus, accompagnant les variations des cours mondiaux par des mouvements d'accordéon : 1,5 million de sacs (le sac de café de 60 kg est l'unité de référence) en 1846, puis 2,25 millions en 1854, avant un retour à 1,48 million de sacs en 1864. En 1867 l'ouverture du chemin de fer de la São Paulo Railway, en construction depuis 1859, permet une envolée à 2,65 millions de sacs rien que pour l'exportation, dont 1,43 million en Europe et 1,2 million aux États-Unis. Construit avec des capitaux anglais, ce chemin de fer permit d'écouler le café vers le port de Santos, via Jundiaí, São Paulo, et la ville de Paranapiacaba, bâtie pour l'occasion en pleine montagne, avec une reproduction de Big Ben importée d'Angleterre.
Grâce à ce chemin de fer, la caféiculture atteint peu avant 1870, les terres rouges et fertiles du nord-est de São Paulo, près de Ribeirão Preto, où apparaîtront les plus grandes et plus productives fermes de café du monde. Pour y travailler, le gouvernement encourage l'immigration d'italiens, portugais, espagnols et arabes. La production de cette nouvelle région caféière dépasse celle de Rio de Janeiro dès la fin des années 1870, marquée par des cours mondiaux élevés. Elle bénéficie ensuite de la « politique du café au lait ». Les énormes récoltes de l'État de São Paulo, ont destabilisé les cours mondiaux.
En 1888, la libération de 70 000 esclaves au Brésil fait chuter la production, le cours mondial passe en cinq ans de 18 à 31 cents, puis la production brésilienne se réorganise et repart de plus belle. Les années 1890 voient la population de l'État de São Paulo doubler. On y construit la seconde gare de la Luz et les grands édifices de l'avenue Paulista en 1891.

### Le Brésil contrôlé par les grands groupes de négoce étrangers

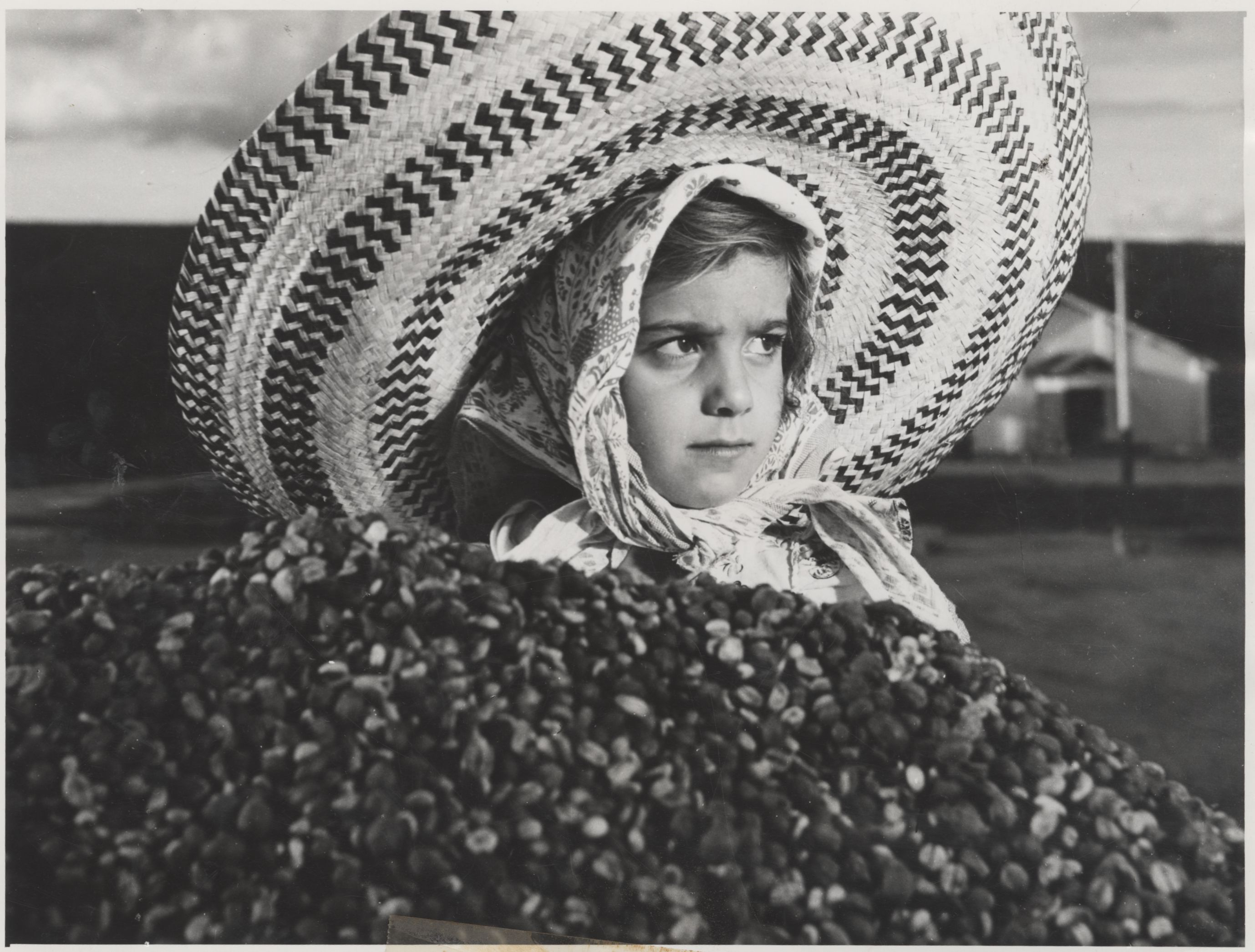
Une jeune agricultrice brésilienne sélectionne les grains de café les plus mûrs, 1961

Grâce à l'avancée de la colonisation et la création de grandes plantations dans l'État de São Paulo, le Brésil double sa production en trente ans. Au début du XXe siècle, il fournit 75 % de la production mondiale de café dont la moitié par l'État de São Paulo. Ce sont les bonds de la production brésilienne dans les années 1890 et les années 1910 qui représenteront l'essentiel de la variation de l'offre mondiale. Dès 1880, les fluctuations des prix mondiaux deviennent esclaves des aléas climatiques de la production brésilienne (gelées, au Sao Paulo et Parana, sécheresses, plus au Nord). Les maisons de négoce suivent de très près toutes les informations locales. Le contrôle des stocks leur permet, en plus, d'influencer les prix internationaux et de tirer profit de leurs variations.
C'est un banquier du Brésil, Barão de Mauá, qui a poussé pour la ligne ferroviaire de 79 kilomètres reliant São Paulo au port de Santos pour transporter le café, et le négociant Lacerda, fondé dans les années 1860 est encore le plus important exportateur de café dans le port de Santos en 1885-1886, avec 0,48 million de sacs. Mais il est suivi par deux maisons allemandes, Zerrener Bülow (0,45 million de sacs) et Berla Cotrim (0,24 million de sacs), puis dépassé par d'autres groupes de négoce étrangers.
L'essor du port de Santos, spécialement outillé pour la manutention du café, attire les grands groupes de courtage et de négoce étrangers. La plupart des dix premiers exportateurs de café brésilien sont allemands et anglais. Neuf d'entre eux sont arrivés après 1870 dans le café, étant d'abord dans le coton et le sucre. Le premier, l'allemand Théodore Wille, concentre 18,5 % des exportations brésiliennes, soit 13,5 % des échanges mondiaux ; les cinq premières firmes contrôlent 53 % (39,75 % des exportations mondiales) ; les dix premières, 71 % (53,25 %). Les 19 sociétés brésiliennes existantes exportent seulement 6,6 % du café produit dans le pays.
Le palmarès des exportateurs de café brésilien sur une quinzaine d'années à la Belle Époque (1895-1909), en millions de sacs cumulés :
- Théodore Wille (Hambourg) installé au Brésil depuis 1844, fait 16,08 millions de sacs ;
- Neumann Kaffee Gruppe (Hambourg) fait 13,3 millions de sacs ;
- E. Johnson (Angleterre) fait 7,03 millions de sacs ;
- Hard, Rand (États-Unis) fait 5,17 400 millions de sacs ;
- Carl Hellwig (Allemagne) fait 3,99 millions de sacs ;
- Prado Chaves fait 3,37 millions de sacs ;
- Goetz, Hayn fait 3,17 millions de sacs ;
- Zerrener, Bulow fait 2,88 millions de sacs ;
- J.W. Doane fait 2,4 millions de sacs.

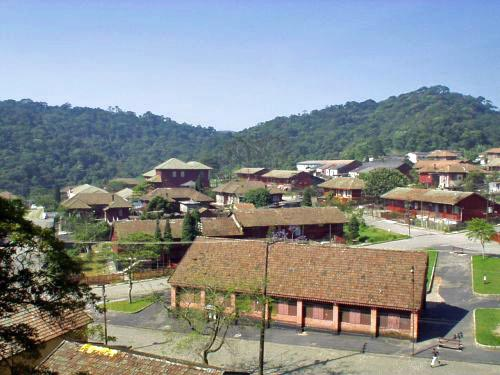
Vue de Paranapiacaba destinée à la culture du café et à l'activité ferroviaire à 40 kilomètres au sud-est de São Paulo, en pleine Serra do Mar.

La banque française De Neuflize participe au financement des opérations commerciales au Brésil des grands négociants de Hambourg. Ces opérations s'étendent à la couverture des achats à terme de café par le négoce redistributeur. Les autres banques françaises sont peu présentes. Les courtiers du marché à terme international du Havre, sont peu présents physiquement au Brésil. Ils jouent plutôt un rôle de plaque tournante : ils réexportent en Europe le café brésilien presque autant qu'ils l'importent en France.